# Buellia badia
Buellia badia är en lavart som först beskrevs av Elias Fries, och fick sitt nu gällande namn av A. Massal. Buellia badia ingår i släktet Buellia och familjen Physciaceae.  Arten är reproducerande i Sverige. Inga underarter finns listade i Catalogue of Life.